# 배장흠
배장흠(1971년 6월 13일)은 대한민국의 클래식 기타 연주자이다.

## 학력 및 사사
- 한국예술종합학교 졸업

## 수상 경력
- 한국 기타협회 콩쿨 입상
- 대전일보 콩쿨 입상

## 음악활동
- 연세대학교 100주년 콘서트홀(Yonsei Concerthall)에서 데뷔독주회, 예술의 전당(Seoul art center)에서 독주회
- 10여회의 개인 독주회와 KBS FM 콘서트, Culture21 초청 독주회, 부산 MBC 라디오 초청 독주회, 춘천 인형극제(Puppet Festival Chuncheon), Chosunilbo concert,타레가(Tarrega) 탄생 150주년 연주회, 로드리고 페스티발(Rodrigo Festival)등 많은 공연을 하였다.
- 2000년에 예술의 전당에서 공연한 '기타가 있는 풍경'을 통해 다양한 장르와의 실험적인 공연을 보여준 바 있다.
- 소프라노 조수미, 김영미, 바리톤 최현수 등 최고의 성악가들과 클래식 뿐 아니라 크로스오버적 레파토리를 선보인 바 있다.
- 다수의 무용음악과 영화 '8월의 크리스마스'(Christmas in August), '정사'(An Affair), '인정사정 볼 것 없다'(Nowhere yp Hide), '소름'(Sorum), '마을금고 연쇄습격사건'(Bank Attack), '헬로우 애기씨, 스타의 연인'(Star's L

over), '친구, 우리들의 전설'(Friend), 제중원등 다수의 영화와 드라마에서 작곡, 편곡, 연주 등으로 영화음악에 참여하기도 하였다.
- 2002년부터 예술의전당 리사이틀홀에서 "바이올린, 기타, 하프시코드 등과 함께하는 실내악 여행", 해금과의 듀오공연 "이색공감", 첼로와의 듀오콘서트 "회상", 브라질 플룻티스트와 피아니스트가 함께한 "브라질에서 서울까지", 배장흠 기타콘서트 "First Love", "Entre Ciel et Terre" 등 다양한 형태의 기획공연을 하였다.
- 2005년 아일랜드대통령의 한국 방문때 청와대(Cheong Wa Dae) 초청으로 청와대 영빈관에서 연주한바있다.
- 2006년부터 2009년 현재까지 매년 러시아 블라디보스톡 문화교류센터(Vladivostok Cultural Exchange Center)와 푸쉬킨극장(Pushkin Theatre)의 초청으로 블라디보스톡(Vladivostok),나호드까(Nakhodka), 하바로브스크(Kharovsk) 등에서 초청독주회와 기타트리오, 국제 마스터클라스,블라디보스톡 국제기타페스티발(Vladivostok International Guitar Festival), 바이올린과의 듀오콘서트 등으로 러시아에서 활발한 활동을 하고 있으며, 특히 2009년 블라디보스톡시 뮤직페스티발(Vladivostok Music Festival) 페막연주에서는 로드리고(Rodrigo)의 기타협주곡(Guitar concierto) 3곡을 블라디보스톡 필하모니(Vladivostok Philharmonic Orchestra)와 협연하여 러시아 언론의 주목을 받은 바 있다.
- 2008년과 2009년에는 일본 오사카의 이바라키 기타페스티발(Ibaraki Guitar Festival)에서 한국대표연주가로 초청받아 연주하여 호평받았으며 제1회 대전 국제기타페스티발(Daejeon International Guitar Festival), 제2회 고양국제기타페스티발(Goyang International Guitar Festival), 제천국제음악영화제(Jecheon International Music & Film Festival)에 초청받아 공연하였다.
- KBS FM 콘서트, KBS 클래식 오딧세이, 예술극장, 라디오, MBC 즐거운 문화읽기, 예술 TV 등 출연

## 협연 경력[깨진 링크(과거 내용 찾기)]
- 한국 예술종합학교 오케스트라(KNUA Simphony)
- 수원시립교향악단(Suwon Philharmonic Orchestra)
- 제주 쳄버오케스트라(Jeju Chamber Orchestra),
- 부산 쳄버오케스트라(Pusan Chamber Orchestra)
- 경북도립오케스트라(Gyeongbuk Philharmonic Orchestra)
- 유라시안 필하모닉 오케스트라(eurasian Philharmonic Orchestra)
- 헝가리 국립오케스트라(Hungary national Simphony)
- 로드리고 페스티발 오케스트라(Rodrigo Festival Orchestra)
- 루마니아 국립 방송교향악단(Romanian National Radio Orchestra)
- 루마니아 야쉬 필하모니(Romanian Iasi State Philharmonic Orchestra)
- 루마니아 사투마레 필하모니(Romanian Satu Mare State Philharmonic Orchestra)
- 블라디보스톡 필하모니(Vladivostok Philharmonic Orchestra)
- 광진심포니(Gwangjin Simphony)
- 테헤란밸리 오케스트라(Teheran Vally Orchestra)
- 야나첵 현악사중주단(Janacek String Quartet)
- 뉴질랜드 현악사중주단(New Zealand String Quartet)
- 모리스 스트링콰르텟(Maurice String Quartet)

## 현재
- 멀티그룹 '더 모스트'(The Most)를 창단, 음악감독및 리더로 활동하였다. 더 모스트의 싱글음반(2008년) 및 정규앨범 "Present 선물" 발매(2009년)
- 바이올리니스트 허희정과 듀오로 활동, 정규앨범 "COMMUNION 공감" 발매(2010년)
- 고양 국제기타페스티발, 대전 국제기타페스티발, 러시아 블라디보스톡 국제기타페스티발 예술감독과 국제콩쿨 심사위원 및 블라디보스톡 음악원 (Vladivostok Music Academy)초청교수로 활동

### 더 모스트'(The Most)의 "Present" 앨범
- 01. Reunion 재회 / 영화 '각설탕'
- 02. Gabriel's Oboes 가브리엘의 오보에 / 영화 '미션'
- 03. Aranjuez 아랑훼즈 / 영화 '브레스드 오프'
- 04. Nocturne No.2 in E-flat Major 녹턴 2번 / 드라마 '스타의 연인'
- 05. Childhood And Manhood 유년기와 성년기 / 영화 '시네마 천국'
- 06. Love Theme 러브 테마 / 영화 '시네마 천국'
- 07. Fratello Sole Sorella Luna 태양의 찬가 / 영화 '성 프란치스코'
- 08. Cavatina 카바티나 / 영화 '디어 헌터'
- 09. Bachianas Brasileiras No.5 Aria 브라질 풍의 바흐 5번 아리아 / 영화 '팔월의 크리스마스'
- 10. Spring in My Heart 봄은 내 가슴 속에 / 영화 '꽃피는 봄이 오면'
- 11. 冷靜と情熱のあいだ 냉정과 열정 사이 / 영화 '냉정과 열정 사이'
- 12. Por Una Caveza 간발의 차이로 / 영화 '여인의 향기'
- 13. Romance Tango 로망스 탱고 / 영화 '로망스'
- 14. Theme from Shindler's List 쉰들러 리스트 테마 / 영화 '쉰들러 리스트'
- 15. 人生のメリ 一ゴ 一ランド 인생의 회전목마 / 영화 '하울의 움직이는 성'
- 16. Last Present 마지막 선물 / 영화 '선물'
- 17. Somewhere Over The Rainbow 무지개 저 편에 / 영화 '오즈의 마법사'

### 배장흠, 허희정의 "COMMUNION" 앨범 소개
- 01. Romance No.1 로망스 1번 _Francis Kleynjans
- 02. Pacoca (Choro) 파쇼카 (쇼루) _Celso Machado
- 03. Aqua y vino 물과 포도주 _Egberto Gismonti

Suite Buenos Aires 부에노스 아이레스 조곡 _Maximo Diego Pujol
- 04. Palermo 팔레르모
- 05. San Telmo 산 텔모

- 06. Bachianas Brasilleilas No.5 브라질 풍의 바흐 5번 _Heitor Villa-Lobos
- 07. Czardas 챠르다쉬 _Vittorio Monti
- 08. Julia Florida 뱃노래 _Agustin Barrios Mangore
- 09. Villancico de Navidad 크리스마스의 노래 _Agustin Barrios Mangore
- 10. Oración para todos 모든 이를 위한 기도 _Agustin Barrios Mangore

Histoire du Tango 탱고의 역사 _Astor Piazzolla
- 11. Bordel 1900 선술집 1900
- 12. Cafe 1930 카페 1900
- 13. Nightclub 1960 나이트클럽 1960

## 관련 기사 및 데이터베이스
- 매니아디비
- 플레이디비
- 더 모스트 1집 음반 [깨진 링크(과거 내용 찾기)]
- 더 모스트 공연 [깨진 링크( 과거 내용 찾기])]
- 더 모스트 공연 2
- 배장흠 ,허희정 듀오공연 [깨진 링크( 과거 내용 찾기])]
- 배장흠 ,허희정 듀오공연 2 [깨진 링크(과거 내용 찾기)]
- 더 모스트 음반 "Present"